# Беглиомини, Пелегрино Аделмо
Пелегрино Аделмо Беглиомини (порт.-браз. Pelegrino Adelmo Begliomini; 27 ноября 1914, Санту-Андре — 10 октября 2001, Санту-Андре), по итальянской транскрипции Пеллегрино Бельомини (итал. Pellegrino Begliomini) — бразильский футболист, защитник.

## Карьера
Пелегрино Беглиомини, сын выходцев из Италии, начал играть в футбол в любительских командах, прежде чем попал в клуб «Примейру де Майю». В возрасте 17-ти лет его обнаружили скауты клуба «Палестра Италия», куда он вскоре перешёл. В этой команде защитник дебютировал 15 июля 1934 года во встрече с «Уберабой» (4:0). Два года спустя защитник помог клубу выиграть чемпионат штата Сан-Паулу, а затем ещё дважды, в 1940 и 1942 годах, повторял этот успех. За клуб футболист провёл 184 матча (118 побед, 30 ничьих и 36 поражений), голов не забивал. 4 ноября 1942 года Беглиомини провёл последний матч за «Палмейрас», в нём его клуб проиграла «Ботафого» со счётом 2:3. В 1943 году защитник перешёл в «Коринтианс». Он играл за эту команду четыре сезона, проведя 75 матчей (47 побед, 12 ничьих и 16 поражений) и забил два гола, оба — в свои ворота, оба — в матче со своим бывшим клубом, «Палмейрасом». Затем он играл за клуб «Гуарани» (Кампинас), а потом во «Флуминенсе».
В составе сборной Бразилии Пелегрино дебютировал 31 января 1942 года в матче с Эквадором в розыгрыше чемпионатата Южной Америки. Его команда победила 5:1, но сам игрок в составе национальной команды не появлялся ещё два года. В 1945 году он поехал на свой второй южноамериканский чемпионат, где провёл 3 матча из шести. Всего за сборную страны Беглиомини сыграл 6 встреч, любопытно, что три из них пришлись на матчи с Уругваем, и во всех трёх бразильцы одерживали крупные победы, с общей разницей забитых и пропущенных мячей 13—1.
После завершения карьеры игрока, Беглиомини работал тренером. В частности, тренировал клуб «Родия», свою бывшую команду «Гуарани» в конце 1940-х. Там он выполнял роль играющего тренера и даже забил 1 гол. Также он тренировал «Нороэсте», «Гуаратингету» и клуб «Португеза Сантиста» в середине 1960-х.

## Международная статистика
| Матчи Пелегрино Беглиомини за сборную Бразилии | Матчи Пелегрино Беглиомини за сборную Бразилии | Матчи Пелегрино Беглиомини за сборную Бразилии | Матчи Пелегрино Беглиомини за сборную Бразилии | Матчи Пелегрино Беглиомини за сборную Бразилии | Матчи Пелегрино Беглиомини за сборную Бразилии | Матчи Пелегрино Беглиомини за сборную Бразилии |
| ---------------------------------------------- | ---------------------------------------------- | ---------------------------------------------- | ---------------------------------------------- | ---------------------------------------------- | ---------------------------------------------- | ---------------------------------------------- |
| №                                              | Дата                                           | Место проведения                               | Оппонент                                       | Счёт                                           | Голы                                           | Турнир                                         |
| 1                                              | 31 января 1942                                 | Монтевидео                                     | Эквадор                                        | 5:1                                            | —                                              | Чемпионат Южной Америки                        |
| 2                                              | 14 мая 1944                                    | Рио-де-Жанейро                                 | Уругвай                                        | 6:1                                            | —                                              | Товарищеский матч                              |
| 3                                              | 18 мая 1944                                    | Сан-Паулу                                      | Уругвай                                        | 4:0                                            | —                                              | Товарищеский матч                              |
| 4                                              | 28 января 1945                                 | Сантьяго                                       | Боливия                                        | 2:0                                            | —                                              | Чемпионат Южной Америки                        |
| 5                                              | 7 февраля 1945                                 | Сантьяго                                       | Уругвай                                        | 3:0                                            | —                                              | Чемпионат Южной Америки                        |
| 6                                              | 14 февраля 1945                                | Сантьяго                                       | Аргентина                                      | 1:3                                            | —                                              | Чемпионат Южной Америки                        |

## Достижения
- Чемпион штата Сан-Паулу: 1936, 1940, 1942